# Le Manège (Maas)
Pour les articles homonymes, voir Manège.
Le Manège  est une eau-forte créée vers 1671-1717 par l'artiste néerlandais Dirk Maas. Elle fait partie d'une suite de neuf gravures intitulée Le Manège. Le musée Condé de Chantilly et le Rijksmuseum Amsterdam en possèdent un exemplaire.

## Sujet
La présence de deux chevaux signifie le motif équestre comme sujet principal. Un cheval au pilier est travaillé par un homme à pied. Tout son poids repose sur ses postérieurs ; la musculature est accentuée par l'artiste. Le cheval semble travailler sous la contrainte : il apparait effrayé, avec l'œil grand ouvert et tourné vers l'arrière. L'homme s'apprête à le frapper avec une chambrière ; il fixe le cheval, attentif à ses mouvements.
À l'arrière-plan, un cheval apparait monté.

## Analyse
L'arrière-plan de la composition est particulièrement recherché : le bâtiment d'architecture classique sur la gauche est orné d'une statue au drapé antique et d'une vasque, suggérant les paysages d'Abraham Genoels ou les parcs antiques d'Isaac de Moucheron.

## Dessin préparatoire
Un dessin préparatoire, Cavalier à pied portant un grand chapeau et dressant son cheval en le fouettant, est conservé au British Museum, dans lequel le décor architectural mis en perspective donne de la profondeur à la composition.